# ماریا پیا کالتسونه
ماریا پیا کالتسونه (انگلیسی: Maria Pia Calzone؛ زادهٔ ۱۰ اکتبر ۱۹۶۷) بازیگر اهل ایتالیا است. وی دانش‌آموختهٔ «مرکز تجربی سینما» و «دانشگاه ناپل» است و از سال ۱۹۸۸ میلادی تاکنون مشغول فعالیت بوده‌است.
از فیلم‌ها یا برنامه‌های تلویزیونی که وی در آن نقش داشته‌است، می‌توان به توازن، ازدواج‌ها و گومورا اشاره کرد.